# Парусников, Николай Алексеевич
Никола́й Алексе́евич Па́русников (род. 26 июля 1931, деревня Селонучье (ныне не существует), Московская область) — советский, российский учёный-механик, профессор кафедры прикладной механики и управления мехмата МГУ. Заслуженный профессор МГУ (2000). Действительный член Академии навигации и управления движением (1995). Председатель оргкомитетов Всесоюзных школ по навигации и управлению движущимися объектами. Лауреат премии Правительства РФ (2005).

## Биография
Николай Алексеевич Парусников родился в деревне Селонучье Ошейкинского сельсовета Лотошинского района Московской области (деревня, находившаяся на правом берегу реки Лама неподалёку от ныне существующей деревни Максимово и в 11 км к северу от села Ошейкино, прекратила своё существование в 1960-е годы). Его родители — учителя сельской начальной школы. Школьные годы будущего учёного прошли в подмосковном Высоковске, где он учился в одной школе — но на класс старше — со своим другом Игорем Новожиловым, вместе с которым затем в 1949 году поступил на механико-математический факультет МГУ и окончил его в 1954 году по отделению механики. Однокурсниками были В. В. Белецкий, А. А. Боровков, А. Г. Витушкин, А. А. Гончар, Е. А. Девянин, У. А. Джолдасбеков, А. П. Ершов, А. М. Ильин, И. А. Кийко, В. Д. Клюшников, М. Л. Лидов, В. В. Лунёв, Р. А. Минлос, И. В. Новожилов, Г. С. Росляков, С. А. Шестериков.
После окончания университета более десяти лет работал на предприятиях авиационного и космического приборостроения. С 1962 года Н. А. Парусников — кандидат физико-математических наук, а с 1979 года — доктор физико-математических наук (тема докторской диссертации — «Задача коррекции в инерциальной навигации и механика инерциальных навигационных систем»). С 1980 года — профессор кафедры прикладной механики механико-математического факультета МГУ (в 1993 году её название изменено на «кафедра прикладной механики и управления»). Совместно с В. В. Александровым вёл обязательный для студентов отделения механики годовой курс «Механика управляемых систем» и обязательный для аспирантов кафедры специальный курс «Оптимальное управление и оценивание», совместно с Ю. В. Болотиным — специальный курс по выбору студентов «Теория оценивания и приложения».
В 1987 году Н. А. Парусников стал научным руководителем лаборатории управления и навигации, входящей в состав Отдела прикладных исследований по математике и механике при мехмате МГУ.
Н. А. Парусников — автор более 130 научных работ. Под его руководством защищена 21 кандидатская диссертация. Среди его учеников — 4 доктора наук.
20 февраля 2006 года постановлением Правительства Российской Федерации Н. А. Парусникову и другим участникам коллектива исследователей была присуждена премия Правительства Российской Федерации 2005 года в области науки и техники с формулировкой: «за разработку и внедрение гравиметров двойного назначения для измерений с морских и воздушных носителей».
Почётный деятель науки и техники города Москвы.
Участник трёх поэтических сборников «Другая грань» и поэтического сборника «Воробьёвы горы». Автор повестей «Одно лето Наташи Родниковой», «Фрагменты из жизни Инны Черис и Игоря Соколова», «Повесть о Надежде Весниной» и нескольких рассказов (опубликованы в 2015 году); «Повести о главном конструкторе» (опубликована в 2016 году).

## Научная деятельность
Основные исследования Н. А. Парусникова относятся к инерциальной навигации, к обработке информации и структурному анализу управляемых механических систем.
Совместно с Е. А. Девяниным Н. А. Парусников исследовал свойства ошибок пространственных систем инерциальной навигации, доказал неустойчивость тривиального решения динамических уравнений ошибок трёхкомпонентной навигационной системы для широкого класса траекторий. Разработанная Н. А. Парусниковым трактовка инерциальной навигационной системы (ИНС) как модели движения двух механических объектов — материальной точки и приборного трёхгранника — позволила ему успешно применять при описании возмущённой работы ИНС методы лагранжевой и гамильтоновой механики.
Н. А. Парусников принимал активное участие в разработке первой советской астроинерциальной навигационной системы «Земля», в реализации системы «Е-6» мягкой посадки на Луну, системы навигации «Буран», а также ряда других навигационных систем. Его методики и разработки служат основой при конструировании навигационно-пилотажных приборов в авиационной промышленности.
С использованием методов теории наблюдаемости Н. А. Парусниковым были разработаны алгоритмы выставки ИНС на неподвижном и подвижном основании и выявлена роль манёвра при выставке на подвижном основании.
В теории корректируемых навигационных систем в работах Н. А. Парусникова разработан информационный подход, ядро которого составляет метод прямого анализа первичной информации в плане наблюдаемости и оцениваемости. В данном методе конструктивную роль играют специальные количественные характеристики — меры наблюдаемости и оцениваемости, анализ которых позволяет понять, для каких навигационных параметров возможно получение приемлемых по точности оценок. Н. А. Парусниковым разработаны приёмы декомпозиции коррекционной задачи на ряд более простых подзадача, решён вопрос о функционально-схемной реализации математических алгоритмов коррекции и переводе их в рабочие алгоритмы. В результате Н. А. Парусниковым и сотрудниками руководимой им лаборатории получены решения целой серии конкретных задач навигации, в которых для коррекции ИНС используется позиционная, скоростная, угловая и другие виды дополнительной информации.
С 1995 года на кафедре прикладной механики и управления МГУ и в лаборатории управления и навигации под руководством и по инициативе Н. А. Парусникова проводились работы по созданию методики обработки информации, доставляемой аэрогравиметрическими системами. В ходе их в лаборатории управления и навигации был создан уникальный программный комплекс Гравиа, обеспечивающий в целях разведка месторождений нефти и газа высокоточное построение карт аномальных гравитационных полей, а также сверхточное решение задач топопривязки. Были проведены многочисленные лётные испытания аэрогравиметрического комплекса, показавшие результаты на уровне лучших мировых. Позднее кафедрой и лабораторией совместно с компанией «Гравиметрические технологии» была разработана инновационная авиагравиметрическая система GT1A, которая позволяет по измерениям с борта самолёта строить высокоточные карты аномального гравитационного поля Земли; данная система используется при разведке полезных ископаемых в России и за рубежом (в частности, в Африке, Австралии и Канаде).

## Публикации

### Отдельные издания
- Парусников Н. А., Морозов В. М., Борзов В. И.  Теория навигационных систем. — М.: Издательство МГУ, 1980. — 228 с.
- Парусников Н. А., Морозов В. М., Борзов В. И.  Задача коррекции в инерциальной навигации. — М.: Издательство МГУ, 1982. — 176 с.
- Александров В. В., Болтянский В. Г., Лемак С. С., Парусников Н. А., Тихомиров В. М.  Оптимизация динамики управляемых систем. — М.: Издательство МГУ, 2000. — 80 с.
- Голован А. А., Болотин Ю. В., Парусников Н. А.  Уравнения аэрогравиметрии. Алгоритмы и результаты испытаний. — М.: Издательство МГУ, 2002. — 120 с.
- Голован А. А., Парусников Н. А.  Математические основы навигационных систем. Ч. I. Математические модели инерциальной навигации. — М.: Издательство МГУ, 2007. — 110 с.
- Голован А. А., Парусников Н. А.  Математические основы навигационных систем. Ч. II. Приложения методов оптимального оценивания к задачам навигации. — М.: Издательство МГУ, 2008. — 128 с.
- Вавилова Н. Б., Голован А. А., Парусников Н. А., Трубников С. А.  Математические модели и алгоритмы обработки измерений спутниковой навигационной системы GPS. Стандартный режим. — М.: Издательство МГУ, 2009. — 96 с. — ISBN 978-5-211-05647-3.
- Александров В. В., Лемак С. С., Парусников Н. А.  Лекции по механике управляющих систем. — М.: МАКС Пресс, 2012. — 240 с. — ISBN 978-5-317-03976-9.

### Некоторые статьи
- Девянин Е. А., Парусников H. A.  О лагранжевой форме уравнений инерциальной навигации // Инж. журн. МТТ. — 1968. — № 2. — С. 22—25.
- Девянин Е. А., Парусников H. A.  Об устойчивости движения математической точки в поле сил притягивающего центра // Изв. АН СССР. МТТ. — 1969. — № 3.
- Андреев В. Д., Парусников Н. А.  Об упрощении уравнений инерциальной навигации, связанной с несферичностью Земли и её поля тяготения // Изв. АН СССР. МТТ. — 1970. — № 1. — С. 3—10.
- Парусников Н. А.  Методы аналитической механики в инерциальной навигации // Научн. труды Института механики МГУ. — 1970. — Вып. 7.
- Парусников Н. А.  Некоторые задачи определения ориентации приборных трёхгранников // Изв. АН СССР. МТТ. — 1972. — № 6.
- Парусников Н. А.  О декомпозиции линейных наблюдаемых систем по компонентам вектора измерения // Автоматика и телемеханика. — 1980. — Вып. 7. — С. 45—50.
- Голован А. А., Парусников Н. А.  О способах выделения малого параметра в управляемой системе с точки зрения мер управляемости // Вестник МГУ. Сер. 1. Математика и механика. — 1993. — № 2.
- Голован А. А., Парусников Н. А.  О связи понятия стохастической меры оцениваемости с сингулярными разложениями матриц // Автоматика и телемеханика. — 1998. — Вып. 2. — С. 45—49.
- Голован А. А., Болотин Ю. В., Парусников Н. А.  Математические модели аэрогравиметрической системы на базе корректируемого гироинерциального блока // Вестник МГУ. Сер. 1. Математика и механика. — 2003. — № 1. — С. 4—12.
- Парусников Н. А., Тихомиров В. В., Трубников С. А.  Определение инструментальных погрешностей инерциальной навигационной системы на неподвижном основании // Фунд. и прикл. математика. — 2005. — Т. 11, № 7. — С. 159—166.
- Вавилова Н. Б., Голован А. А., Парусников Н. А.  К вопросу об информационно эквивалентных функциональных схемах в корректируемых ИНС // Изв. РАН. МТТ. — 2008. — № 3. — С. 90—101.
- Парусников Н. А.  Задача калибровки бескарданной инерциальной навигационной системы на стенде // Изв. РАН. МТТ. — 2009. — № 4. — С. 3—6.

### Художественные произведения
- Парусников Н. А.  Стихи и проза. — М., 2015. — 538 с.
- Парусников Н. А.  Повесть о главном конструкторе. — М.: ООО «МакЦентр. Издательство», 2016. — 87 с.
- Парусников Н. А., Чеслав К.  Рассказы, повесть. — М.: Издательский дом «Граница», 2021. — 224 с.